# Kanton Toulon-6
Kanton Toulon-6 is een voormalig kanton van het Franse departement Var. Kanton Toulon-6 maakte deel uit van het arrondissement Toulon en telt 27.694 inwoners (1999). Het werd opgeheven bij decreet van 27 februari 2014, met uitwerking op 22 maart 2015.

## Gemeenten
Het kanton Toulon-6 omvatte enkel een deel van de gemeente Toulon.